# Đội tuyển Davis Cup Thái Lan
Đội tuyển Davis Cup Thái Lan là đại diện của Thái Lan tại giải quần vợt Davis Cup và được quản lý bởi Hiệp hội Quần vợt Thái Lan.
Thái Lan hiện đang thi đấu tại khu vực châu Á/châu Đại Dương nhóm II.  Họ chưa bao giờ được chơi tại Nhóm thế giới, nhưng họ đã đạt được vòng play-off bốn lần.

## Lịch sử
Thái Lan thi đấu tại Davis Cup lần đầu tiên năm 1958.

## Đội hình hiện tại (2015)
- Danai Udomchoke
- Pruchya Isarow
- Sanchai Ratiwatana (chơi đôi)
- Sonchat Ratiwatana (chơi đôi)